# Комахидзе, Лаша
Лаша Комахидзе (груз. ლაშა კომახიძე; род. 17 сентября 1974 года, Батуми, Аджарская АССР, Грузинская ССР) — грузинский государственный и политический деятель, мэр Батуми с 13 ноября 2017 года по 16 июля 2020 года.

## Биография
Родился 17 сентября 1974 года в Батуми.
В 1991 году окончил среднюю школу № 9 г. Батуми, в 1997 году окончил факультет бизнес-администрирования Будапештского экономического университета.
С 1998 по 2000 год работал в «Грузинском морском банке» специалистом в отделе аналитики, а затем начальником отдела инвестиций, с 2001 по 2003 год являлся советником Председателя Правительства Аджарской автономной республики, в дальнейшем был секретарём экономического совета.
С 2004 по 2008 год работал в частном бизнесе, с 2008 по 2016 год — в международных организациях и программах под эгидой ООН.
В июле 2017 года назначен министром сельского хозяйства Аджарской Автономной Республики.
В октябре 2017 года был избран мэром Батуми от правящей партии «Грузинская мечта — Демократическая Грузия», набрав 55,67% голосов и сменив на этом посту Георгия Ермакова.
Женат, супруга — Маргарита (1980 г.р.), сын — Георгий (2014 г.р.).
16 июля 2020 года Комахидзе подал в отставку с поста мэра по собственному желанию.